# Trilateralna komisija
Trilateralna komisija (engleski: Trilateral Commission) je nevladina i nepolitička skupina, koju je u srpnju 1973. godine osnovao David Rockefeller, sa svrhom promoviranja bliskih odnosa između SAD, Zapadne Europe i Japana. 

## Djelovanje
Inicijator osnivanja bio je David Rockefeller, jedan od vodećih članova iznimno bogate obitelji Rockefeller. Danas ima nešto manje od 400 članova, koji dolaze iz reda najviđenijih osoba iz poslovnog i političkog života. U Aziji ima danas članova iz NR Kine, Indije i drugih zemalja.
Izdaje razne izvještaje ("Trilateral papers") kojima se želi utjecati na globalna kretanja; tako na samom početku djelovanja Trilateralne komisije nalazimo izvještaj  "Kriza demokracije" ("The Crisis of Democracy: On the Governability of Democracies") iz 1975., od znamenitog Samuela P. Huntingtona; autor se u tom radu zalaže za demokraciju s manje sudionika i procedura, ali više autoriteta vlasti.
Trilateralna komisija se zalaže za globalnu dominaciju načina organizacija gospodarstva i društva kakvi postoje u vodećim zemljama Zapada (tj. kapitalizma i demokracije). Neki od članova pripadnici su umjereno lijevih, a neki umjereno desnih političkih stranaka. 
Brojni kritičari smatraju Trilateralnu komisiju opasnom koncentracijom moći, i smatraju da doseg njihovih dogovora mora nadilaziti ono što su voljni podijeliti s javnošću. Na razini teorije urote, pokušavaju se dokumentirati njihovi potencijali da utječu na svjetska kretanja mimo demokratskih izbora i drugih načina formiranja legitimne vlasti, te veze s tajnim društvima.  
Trilateralna komisija je usko povezana s Bilderberg grupom.

## Poznati članovi
Među utjecajnim pripadnicima Trilateralne komisije nalazimo primjere Henryja A. Kissingera, bivšeg državnog tajnika SAD-a i dobitnika Nobelove nagrade za mir 1973.; Madeleine K. Albright, američke državne tajnice (tj. ministrice vanjskih poslova) za vrijeme predsjedništva Billa Clintona; Susan E. Rice, savjetnice predsjednika SAD za nacionalnu sigurnost (2013.-); Marija Montija, bivšeg člana Europske komisije (1995. – 2004.) i premijera Italije (2012. – 2013.); također Enrica Lettu, bivšeg premijera Italije (2013. – 2014.); Federicu Guidi, ministricu gospodarstva Italije (2014.-); Alana Greenspana, dugogodišnjeg (1987. – 2006.) šefa Sustava federalnih rezervi (FED); Paula Volckera, koji je bio šef FED-a 2009. – 2011. (inače je Volcker bio rukovodilac u tvrtkama iz konglomerata Rockefellerovih, poput Chase Manhattan Bank i Rockefeller Group, Inc.); Jeana-Claudea Trichettea, bivšeg šefa Europske središnje banke (2003. – 2011.); Jeana Lemierrea, predsjednika banke BNP Paribas i bivšeg predsjednik EBRD; Lucasa Papademosa, bivšeg guvernera Nacionalne banke Grčke (1994. – 2002.), viceguvernera Europske središnje banke (2002. – 2010.) i bivšeg premijera Grčke (2011. – 2012.); Györgyja Surányija, bivšeg guvernera Nacionalne banke Mađarske (1990. – 1991. i 1995. – 2001.); Mugura Isarescua, bivšeg premijera Rumunjske (1999. – 2000.) i guvernera Nacionalne banke Rumunjske (1990. – 1999. i 2000.-); Mareka Belku, bivšeg premijera Poljske (2004. – 2005.) i guvernera Nacionalne banke Poljske (2010.-); Hermana Van Rompuya, bivšeg premijera Belgije (2008. – 2009.) i predsjednika Europskog vijeća (2009. – 2014.); Margrethe Vestager, europsku povjerenicu za konkurenciju (2014.-); Elsbeth Tronstad, državnu tajnicu u ministarstvu vanjskih poslova Norveške (2001. – 2002. i 2015.-); Sylviju Mathews Burwell, ministricu zdravstva i socijalne skrbi SAD (2014.-); Yasuhisu Shiozakija, ministra zdravstva i socijalne skrbi Japana (2014.-); Georgea Vassilioua, bivšeg predsjednika Cipra (1988. – 1993.); Johna Brutona, bivšeg premijera Irske (1994. – 1997.); Lee Hong-kooa, bivšeg premijera Republike Koreje (1994. – 1995.); Mikea Moorea, bivšeg premijera Novog Zelanda (1990.) i generalnog direktora Svjetske trgovinske organizacije (1999. – 2002.), Eska Ahoa, bivšeg premijera Finske (1991. – 1995); Carla Bildta, bivšeg premijera (1991. – 1994.) i potom ministra vanjskih poslova Švedske (2006. – 2014.), svojedobno Visokog predstavnika za BiH (1995. – 1997.); Toomasa Hendrik Ilvesa, predsjednika Estonije (2006.-).

### Članovi iz Hrvatske
Iz Hrvatske su u članstvo Trilateralne komisije primljeni Kolinda Grabar-Kitarović, bivša ministrica vanjskih poslova i europskih integracija RH, potom pomoćnica glavnog tajnika NATO-a, a od 2015. četvrta Hrvatska predsjednica; Franjo Luković, predsjednik uprave Zagrebačke banke d.d. i predsjednika Nadzornog odbora Europapress Holdinga; te odvjetnik Marijan Hanžeković (predsjednik Europapress Holdinga, 2015.). Nakon što je Kolinda Grabar-Kitarović stupila na dužnost Predsjednice Republike Hrvatske ona je odstupila iz mjesta u toj komisiji - kako je i uobičajeno za članove koji stupaju na javne dužnosti; ubrzo potom je u Trilateralnu komisiju iz Hrvatske izabran poslovni čovjek Emil Tedeschi. 2020. godine, na listi članova Trilateralne komisije je i ime Ivane Dragičević, voditeljica i izvršna producentica N1 televizije u Zagrebu.

## Vanjske poveznice
- Službena stranica